# 吾郎 (呼出)
吾郎（ごろう、1964年4月26日 - ）は、大相撲の呼出。大嶽部屋所属。本名は赤山 正春（あかやま まさはる）。

## 人物
佐賀県鹿島市出身。
1982年5月場所、16歳で初土俵。入門当初は押尾川部屋所属だった。入門した頃は一郎、次郎、三郎という3人の呼出がいたため、吾郎という名を与えられた。なお、押尾川部屋には吾郎の兄弟子に志朗（2023年現在は大嶽部屋所属の三役呼出）、弟弟子に禄郎（2023年現在は二所ノ関部屋所属の十両呼出）も所属していた。2005年3月場所後に押尾川部屋が閉鎖になったため、同じ二所ノ関一門所属の大嶽部屋に移籍した。
2021年9月30日に開かれた日本相撲協会の定例理事会で、同年12月24日付で三役呼出に昇進することが決定した。なおこれにより、2024年1月場所に次郎が立呼出に昇進、克之が副立呼出に昇進するまでは、三役呼出が定員オーバーの5人体制となった。
2022年7月場所13日目、新型コロナウイルスにより休場力士が多くなった影響で、呼び上げる予定の2番がいずれも不戦勝となったため、この日は呼び上げの出番がなくなった。
2023年3月場所、関脇霧馬山－小結大栄翔の優勝決定戦を呼び上げた。

## 履歴
- 1982年5月場所 - 押尾川部屋から初土俵。
- 1994年7月場所 - 呼出の番付制導入により、幕下呼出となる。
- 1996年1月場所 - 十両呼出に昇進。
- 2002年5月場所 - 幕内呼出に昇進。
- 2005年5月場所 - 押尾川部屋閉鎖に伴い大嶽部屋に移籍。
- 2022年1月場所 - 三役呼出に昇進[3]